# Chi Chuột nhảy hai chân
Chi Chuột nhảy hai chân (tên khoa học Dipodomys) là một chi động vật gặm nhấm thuộc họ Chuột bìu má. Chúng là loài bản địa ở Bắc Mỹ. Cái tên "chuột nhảy hai chân" cho thấy chúng di chuyển bằng hai chi sau và có khả năng nhảy rất tốt tựa như loài kangaroo.
Chuột nhảy hai chân có họ hàng gần gũi với các loài chuột nhảy hai chân nhỏ, thuộc chi Chuột nhảy hai chân nhỏ (Microdipodops). Cả hai chi này đều là thành viên của Phân họ Chuột nhảy hai chân (Dipodomyinae).

## Miêu tả
Chuột nhảy hai chân là động vật nội nhiệt với hai chân sau rất phát triển trong khi hai chân trước khá nhỏ, và đầu thì rất lớn so với thân hình. Chiều dài của đuôi lớn hơn cả chiều dài thân và đầu cộng lại. Hai bên miệng chúng có túi má là nơi có thể dùng để dự trữ thức ăn. Màu sắc của chuột khá đa dạng, từ màu nâu vàng cho tới xám đậm, tùy theo loài. Kích thước cơ thể cũng khác nhau khá nhiều, với một trong những loài lớn nhất là chuột nhảy hai chân đuôi cờ có chiều dài thân hình lên tới 6 inch và chiều dài đuôi là 8 inch. Cân nặng của chuột trưởng thành chừng 70-170 g. Hiện tượng lưỡng hình giới tính tồn tại trong tất cả các loài của chi này, đại để con đực lớn hơn con cái rất nhiều.
Như cái tên "chuột nhảy hai chân" đã đề cập, chúng đi đứng bằng hai chi sau và có khả năng nhảy tốt. Chuột nhảy hai chân Merriam có thể nhảy một đoạn xa tới 7–8 foot và nhanh chóng đổi hướng khi "hạ cánh". Chuột nhảy hai chân đuôi cờ thì có khả năng chạy rất nhanh nhưng tốn ít năng lượng và giảm thiểu nguy cơ bị thiên địch săn bắt. Chúng cũng có thể chuyển sang trạng thái "hoàn toàn đứng yên" vào ban đêm để tránh bị kẻ thù săn đuổi.

## Sinh thái

### Nơi sống
Các thành viên của chi Chuột nhảy hai chân sống ở những vùng đất kho và bán ẩm, nhất lên trên các bãi đất cát hay đất mềm vốn thích hợp cho việc đào hang. Tuy nhiên, khu vực và điều kiện sinh sống có thể khác nhau khá nhiều. Ví dụ, loài chuột nhảy hai chân Merriam có khu vực sinh sống trải dài từ Nam California, Utah, Tây Nam New Mexico, Arizona và phía Bắc Mexico, với điều kiện khí hậu ít mưa, nắng nóng nhiều và tốc độ bốc hơi nước cao vào mùa hè. Chúng có thể sinh sống ở nhiều cao độ khác nhau, có thể lên tới 4500 foot (hơn 1370 mét) so với mực nước biển. "Nhà ở" của loài chuột này cũng được xây dựng trên đất cứng hơn nhiều so với các thành viên khác, cụ thể chúng sống trên những vùng đất sỏi, đất sét và đá. Thức ăn của chúng là các loại hạt, đồng thời chúng lấy nguồn nước ngay từ trong thức ăn chứ không cần uống nước. Chúng cũng có thể tiết kiệm nước bằng việc tự làm giảm quá trình trao đổi chất, nhờ đó giảm được tốc độ bốc thoát hơi nước qua da hay qua việc hô hấp.
Một thành viên khác của chi Chuột nhảy hai chân, loài chuột nhảy hai chân đuôi cờ sinh sống tại khu vực kéo dài từ Đông Bắc Arizona xuống tới Aguascalientes và San Luis Posi, Mexico và từ Arizona tới Tây Texas. Chúng chủ yếu sống trong các vùng cây bụi và đồng cỏ, nhìn chung khí hậu cũng tương đối khô nhưng có sẵn nước hơn so với đồng loại Merriam. Tất cả các loài chuột nhảy hai chân đều nhạy cảm với nhiệt độ khắc nghiệt và vì vậy chúng thường ở lì trong hang mỗi khi thời tiết xấu hay có mưa bão. Thiên địch của chuột nhảy hai chân có thể kể đến như chó sói đồng cỏ Bắc Mỹ, cáo, lửng, chồn, cú và rắn.

### Kiếm ăn và nguồn thức ăn
Thức ăn của các loài Chuột nhảy hai chân chủ yếu là hạt, tuy nhiên vào một số thời điểm nhất định trong năm thì rau và côn trùng cũng nằm trong khẩu phần của chúng. Chúng có thể chứa các thức ăn chưa nhai hết trong các túi hai bên má bao gồm các loại hạt của cây mizquitl, larrea tridentata, các cây bụi, rau sam, fouquieria splendens và cỏ butêlu. Thức ăn thừa cũng được cất giấu kỹ trong hang để dùng dần. Tập tính cất trữ này có tương quan với đặc điểm của nơi ở và phạm vi cư trú của chúng. Cụ thể, chuột cống kangaroo phải thu thập thật nhiều thức ăn trong một thời gian rất ngắn vì môi trường khô bên ngoài không thích hợp cho việc ở ngoài hang quá lâu, đồng thời những kẻ săn mồi nguy hiểm lúc nào cũng chờ sẵn.
Chuột nhảy hai chân thu thập và cất trữ tất cả các loại thực phẩm mà chúng tìm thấy trong quá trình tìm kiếm thức ăn cho mình. Trong mỗi lần đi kiếm ăn như vậy, chúng buộc lòng phải thu thập được lượng thực phẩm nhiều hơn hẳn so với số lương thực chúng tiêu thụ trong thời gian kiếm ăn; và chúng cũng phải chôn giấu kỹ lưỡng các thực phẩm kiếm được cũng như có biện pháp nhận diện các kho thức ăn của mình, điều này đảm bảo cho việc chúng có đủ số lương thực cần thiết để sống sót. Mỗi loài chuột nhảy hai chân có một phương pháp kiếm ăn riêng và nguồn thức ăn cũng không hoàn toàn giống nhau, điều này giúp chúng có thể tồn tại chung với nhau trong cùng một hệ sinh thái. Ví dụ như trong trường hợp của chuột nhảy hai chân Merriam và đồng loại đuôi cờ vốn có nguồn thức ăn chồng lấp lên nhau: chuột Merriam cất trữ thức ăn trong nhiều hang nhỏ nằm rải rác và gần hang trú ẩn để tiện việc đi lại, tăng hiệu quả thu thập lương thực; còn chuột nhảy hai chân đuôi cờ chôn giấu thức ăn trong một số ít các hang lớn giúp chúng tiết kiệm thời gian, công sức (ví dụ đỡ mất thì giờ đào nhiều hang) và giảm nguy cơ bị các loài ăn thịt săn bắt trong khi chạy long nhong bên ngoài hang ổ của mình.

## Đời sống
Các thành viên của chi Chuột nhảy hai chân có ổ sinh thái chồng lấp lên nhau. Tuy nhiên, khu vực sinh sống của mỗi cá nhân tương đối nhỏ với phần lớn hoạt động diễn ra trong vòng bán kính 200–300 foot (61-91 mét), phạm vi này có thể lên tới 600 foot (183 mét) nhưng những trường hợp như thế cực kì hiếm. Khu vực sinh sống của mỗi cá thể cũng bao hàm một vùng lãnh thổ được bảo vệ, vùng lãnh thổ này hàm chứa hệ thống hang đào của mỗi con chuột. Phạm vi sinh sống cũng lớn nhỏ tùy theo loài, tỉ như chuột cống kanagroo Merriam có phạm vi sống lớn hơn chuột nhảy hai châno đuôi cờ. Trong thời gian gần đây, các cá thể chuột vừa mới cai sữa cũng hay "di cư" vào và chiếm lĩnh các vùng đất chưa được các con trưởng thành khai phá.

### Hệ thống hang đào
Hệ thống hang đào của chuột nhảy hai chân khá phức tạp. Các hang đào đều có nhiều loại "phòng" riêng biệt với công năng riêng cho mỗi phòng, tỉ như phòng ngủ, phòng sinh hoạt và nơi dự trữ thức ăn. Phòng rộng hay hẹp tùy vào số cá thể trong hang cũng như số lượng thức ăn. Chuột nhảy hai chân cũng có thể sống theo từng bầy với số hang đào của mỗi bầy dao động từ 6 đến vài trăm cái. Hang đào đóng vai trò quan trọng trong đời sống của chuột nhảy hai chân vì chúng cung cấp một nơi nơi trú ẩn an toàn trước điều kiện hoang mạc không mấy dễ chịu. Nhằm duy trì nhiệt độ và độ ẩm thích hợp trong hang, vào ban ngày các cửa hang đều được bịt kín bằng đất. Khi nhiệt độ bên ngoài quá cao, chuột nhảy hai chân ở lì trong cái hang mát mẻ, dễ chịu suốt cả ngày và chỉ rời hang vào ban đêm. Nhằm duy trì độ ẩm cao, khi ngủ chuột nhảy hai chân che phủ mũi của chúng bằng bộ lông để tích trữ hơi nước sản sinh ra trong quá trình hô hấp. Hang đảo của chuột nhảy hai chân Merriam tỏ ra đơn giản hơn và nông hơn so với chuột nhảy hai chân đuôi cờ. Chuột nhảy hai chân đuôi cờ, trái với đồng hương Merriam, cũng thực hiện hành vi giao phối trong hang.

### Mối quan hệ giữa các cá thể
Chuột nhảy hai chân nhìn chung sống đơn độc và ít khi tồn tại các tổ chức xã hội trong chúng. Tuy nhiên, thỉnh thoảng chúng cũng tụ tập lại với nhau trong một số trường hợp kiếm ăn. Những tổ chức chuột nhảy hai chân tồn tại dưới dạng quần tụ và bầy đàn. Dường như có sự phân cấp trội diễn ra trong các bầy đàn chuột, tỉ như các con đực có khi đánh nhau để tranh giành các con cái. Chuột nhảy hai chân đực thường hung hăng hơn và tỏ ra trội hơn so với các con cái - những cá thể có xu hướng ít xung đột với nhau hơn và cũng ít hung hăng hơn trong các mối quan hệ. Chính vì vậy mà sự chồng lấp trong phạm vi sinh sống của cá thể cái ít hơn so với cá thể đực. Có vẻ như, tồn tại những mối quan hệ phân cấp trội tuyến tính giữa các con đực nhưng không rõ các mối quan hệ kiểu này có tồn tại ở các con cái hay không. Những cá thể chiến thắng trong các cuộc tranh giành thường là những con hoạt động tích cực nhất.

### Giao phối và sinh sản
Chuột nhảy hai chân có đời sống tình dục khá là "lang chạ", cụ thể chúng giao phối với rất nhiều bạn tình khác nhau. Mức độ sinh sản cao nhất vào mùa hè sau những đợt mưa lớn.

## Phân loài
- Dipodomys agilis: Chuột nhảy hai chân nhanh nhẹn
- Dipodomys californicus: Chuột nhảy hai chân California
- Dipodomys compactus: Chuột nhảy hai chân duyên hải Vịnh Mexico
- Dipodomys deserti: Chuột nhảy hai chân sa mạc
- Dipodomys elator: Chuột nhảy hai chân Texas
- Dipodomys elephantinus: Chuột nhảy hai chân tai to
- Dipodomys gravipes: Chuột nhảy hai chân San Quintin
- Dipodomys heermanni: Chuột nhảy hai chân Heermann
- Dipodomys ingens: Chuột nhảy hai chân khổng lồ
- Dipodomys merriami: Chuột nhảy hai chân Merriam
- Dipodomys microps: Chuột nhảy hai chân răng đục
- Dipodomys nelsoni: Chuột nhảy hai chân Nelson
- Dipodomys nitratoides: Chuột nhảy hai chân Fresno
- Dipodomys ordii: Chuột nhảy hai chân Ord
- Dipodomys panamintinus: Chuột nhảy hai chân Panamint
- Dipodomys phillipsii: Chuột nhảy hai chân Phillip
- Dipodomys simulans: Chuột nhảy hai chân Dulzura
- Dipodomys spectabilis: Chuột nhảy hai chân đuôi cờ
- Dipodomys stephensi: Chuột nhảy hai chân Stephens
- Dipodomys venustus: Chuột nhảy hai chân mặt hẹp